# Andrzej Świerniak
Andrzej Piotr Świerniak (ur. 22 lutego 1950 w Wałbrzychu) – polski matematyk i automatyk, profesor nauk technicznych, nauczyciel akademicki Politechniki Śląskiej, naukowo specjalizujący się w bioinformatyce i teorii sterowania. Od 1972 r. związany z Wydziałem Automatyki, Elektroniki i Informatyki Politechniki Śląskiej w Gliwicach. Od 2013 profesor honorowy Politechniki Śląskiej.

## Życiorys
Jest absolwentem Liceum Ogólnokształcącego im. Jana Smolenia w Bytomiu, które ukończył w roku 1967. W 1972 uzyskał na Wydziale Automatyki Politechniki Śląskiej tytuł magistra inżyniera automatyki, a w 1975 na Uniwersytecie Śląskim tytuł magistra matematyki. W 1978 na Wydziale Automatyki i Informatyki Politechniki Śląskiej otrzymał stopień naukowy doktora nauk technicznych. Tam też na podstawie dorobku naukowego oraz monografii habilitacyjnej nadano mu w 1988 stopień naukowy doktora habilitowanego. W 1996 został profesorem nauk technicznych.
Został profesorem zwyczajnym Politechniki Śląskiej na Wydziale Automatyki, Elektroniki i Informatyki i dyrektorem Instytutu Automatyki na tym wydziale. Wszedł w skład Komitetu Automatyki i Robotyki PAN, Komitetu Biocybernetyki i Inżynierii Biomedycznej PAN, Centralnej Komisji do Spraw Stopni i Tytułów (Sekcja VI – Nauk Technicznych), Komitetu Badań Naukowych (Zespół Elektroniki, Automatyki i Robotyki, Informatyki i Telekomunikacji, T-11) oraz Zespołu Odwoławczego Rady Nauki w Ministerstwie Nauki i Szkolnictwa Wyższego; Rada Nauki; Zespół Odwoławczy.
W latach 2019–2023 był członkiem Rady Doskonałości Naukowej I kadencji w dyscyplinie inżynieria biomedyczna.

## Działalność badawcza
Prowadzona przez niego działalność naukowa dotyczyła kilku obszarów tematycznych. W pierwszym z nich, związanym z teorią sterowania, dokonał sformułowania i analizy nierównościowych i uogólnionych nierównościowych modeli niepewności. Kolejne prace dotyczyły sformułowania i rozwiązania zagadnień optymalizacji protokołów chemioterapii nowotworów, terapii antyangiogennej i terapii kombinowanych jako problemów optymalnego sterowania. Prowadził także badania w zakresie sterowania optymalnego i odpornego układami przedziałami deterministycznymi ze skokowymi zmianami parametrów. W późniejszym etapie jego badania dotyczyły stosowania narzędzi teorii systemów w genomice funkcjonalnej, w szczególności w analizie danych mikromacierzowych i głębokiego sekwencjonowania, modelowaniu szlaków regulacyjnych w sieciach genowo-komórkowych, modelowaniu amplifikacji genów, ewolucji powtórzeń w mikrosatelitarnym DNA i procesu starzenia, a także zastosowania gier ewolucyjnych w modelach populacji nowotworowych.
Prof. Świerniak jest autorem lub współautorem ponad 450 publikacji naukowych, 3 monografii naukowych, 2 podręczników i 8 skryptów akademickich. Wygłosił ponad 200 referatów na konferencjach międzynarodowych (w tym wiele referatów zaproszonych). Aktywnie uczestniczył w pracach naukowo-badawczych, prowadzonych we współpracy z partnerami zewnętrznymi, krajowymi i zagranicznymi. Był kierownikiem lub uczestnikiem licznych krajowych i międzynarodowych projektów naukowych, w tym m.in. projektów NATO for Peace i projektów unijnych (np. udział w projekcie Chernobyl Tissue Bank, CTB). Organizował lub współorganizował kilka krajowych i międzynarodowych konferencji naukowych. Służył jako członek kolegium redakcyjnego lub edytor w kilku czasopismach naukowych, m.in. Mathematical Problems in Engineering, Mathematical Biosciences, Journal of Biological Systems, International Journal of Applied Mathematics and Computer Science, a także w krajowym czasopiśmie BioTechnologia. Natomiast w czasopiśmie Archives of Control Sciences pełnił rolę redaktora naczelnego.
Jako profesor wizytujący, pracował na takich uniwersytetach, jak University of Mississippi w USA, Ohio State University w USA, l’Universite de Montreal w Kanadzie, Instytut Naukowy Weizmana w Izraelu oraz University of Oxford w Wielkiej Brytanii. Wygłaszał wykłady zaproszone na wielu zagranicznych uczelniach i w instytucjach badawczych, m.in. Oxford University oraz Cambridge University w Wielkiej Brytanii, MD Anderson Cancer Center Houston w USA, University of Southern Illinois Edwardsville w USA, Vanderbilt University Nashville w USA, Strathclyde University w Glasgow w Szkocji, l’Universite de Pau we Francji, Uniwersytet w Tybindze w Niemczech, Radiobiological Institute of the Organization for Health Research w Rijswijk w Holandii, AO/ASIF Research Institute Davos w Szwajcarii, Ecole de H.E.C. Montreal w Kanadzie, Universita di Padova we Włoszech, Uniwersytet Techniczny w Eindhoven w Holandii, Cordeliers Research Centre Paris we Francji. Swoje prace badawcze popularyzował nie tylko poprzez referaty i odczyty na konferencjach naukowych, ale także poprzez publikacje w biuletynach, wywiady w programach telewizyjnych i audycjach radiowych.
Prof. Andrzej Świerniak czynnie angażował się i wspierał badania innych, młodych naukowców. Był wielokrotnym promotorem w przewodach doktorskich, a także recenzentem prac doktorskich, rozpraw habilitacyjnych i wniosków profesorskich.

## Działalność dydaktyczna
Prof. Andrzej Świerniak ma bardzo bogaty dorobek dydaktyczny, obejmujący przygotowanie materiałów i prowadzenie zajęć na Politechnice Śląskiej, na studiach inżynierskich, magisterskich i doktoranckich. Prowadził wykłady w języku polskim i angielskim z zakresu teorii systemów, teorii sterowania, optymalizacji, modelowania biosystemów, teorii gier, sztucznej inteligencji, bioinformatyki oraz biologii systemów. Był współtwórcą międzywydziałowych studiów na kierunku Biotechnologia w Politechnice Śląskiej i przez wiele lat pełnomocnikiem Dziekana Wydziału do sprawy tych studiów. Prowadził także wykłady na uczelniach zagranicznych, m.in. na University of Mississippi w USA. Jego sposób prowadzenia zajęć został doceniony wyróżnieniami dydaktycznymi Złota Kreda w latach 1977/1978 oraz 1978/1979, a także BioOskarem 2017 dla najbardziej przyjaznego wykładowcy na kierunku Biotechnologia na Politechnice Śląskiej.

## Działalność organizacyjna, społeczna i ekspercka
Prof. Świerniak chętnie angażował się również w działalność organizacyjną Politechniki Śląskiej oraz pozauczelnianą działalność społeczną. Był członkiem Komitetu Automatyki i Robotyki Polskiej Akademii Nauk (PAN) oraz Komitetu Biocybernetyki i Inżynierii Biomedycznej PAN. Przez dwie kadencje był członkiem Komitetu Badań Naukowych, a następnie Rady Nauki MNiSW. Sprawował funkcję członka Zarządu Głównego Polskiego Towarzystwa Elektrotechniki Teoretycznej i Stosowanej (PTETiS) w latach 2006–2010, a w latach 2009–2014 był członkiem Rady Rzeczoznawców Gliwickiego Oddziału Stowarzyszenia Elektryków Polskich (SEP). Był także członkiem Polskiego Towarzystwa Matematycznego (PTM), Centralnej Komisji do Spraw Stopni i Tytułów (w latach 2017–2020), a następnie Rady Doskonałości Naukowej (w latach 2019–2023). Od 2023 w uznaniu wybitnych zasług dla zawodu jest także honorowym członkiem American Mathematical Society. Społeczna aktywność prowadzona przez niego na przestrzeni lat znalazła odzwierciedlenie w zaproszeniach do Rady Społecznej przy Rektorze Politechniki Śląskiej w latach 2008–2016, kapituły medalu Zasłużony dla m. Bytom w latach 2008–2010, Rady Społecznej przy Prezydencie m. Bytom w latach 2009–2018, a także Rady Nadzorczej Instytutu Lwowskiego (od 2011).

## Odznaczenia
Jego działalność naukowa, dydaktyczna i społeczna została uhonorowana wieloma odznaczeniami i orderami:
- Złoty Krzyż Zasługi (1993)
- Medal Zasłużony dla Politechniki Śląskiej (1997)
- Krzyż Kawalerski Orderu Odrodzenia Polski (1999)
- Srebrna Odznaka Zasłużonego SEP (2002)
- Medal Komisji Edukacji Narodowej (2003)
- Medale Honorowe Prof. Obrąpalskiego (2005), Prof. Fryzego (2012), Prof. Nehrebeckiego (2023)
- Złota Odznaka PTETiS (2008)
- Krzyż Oficerski Orderu Odrodzenia Polski (2011)